# Gaia Zucchi

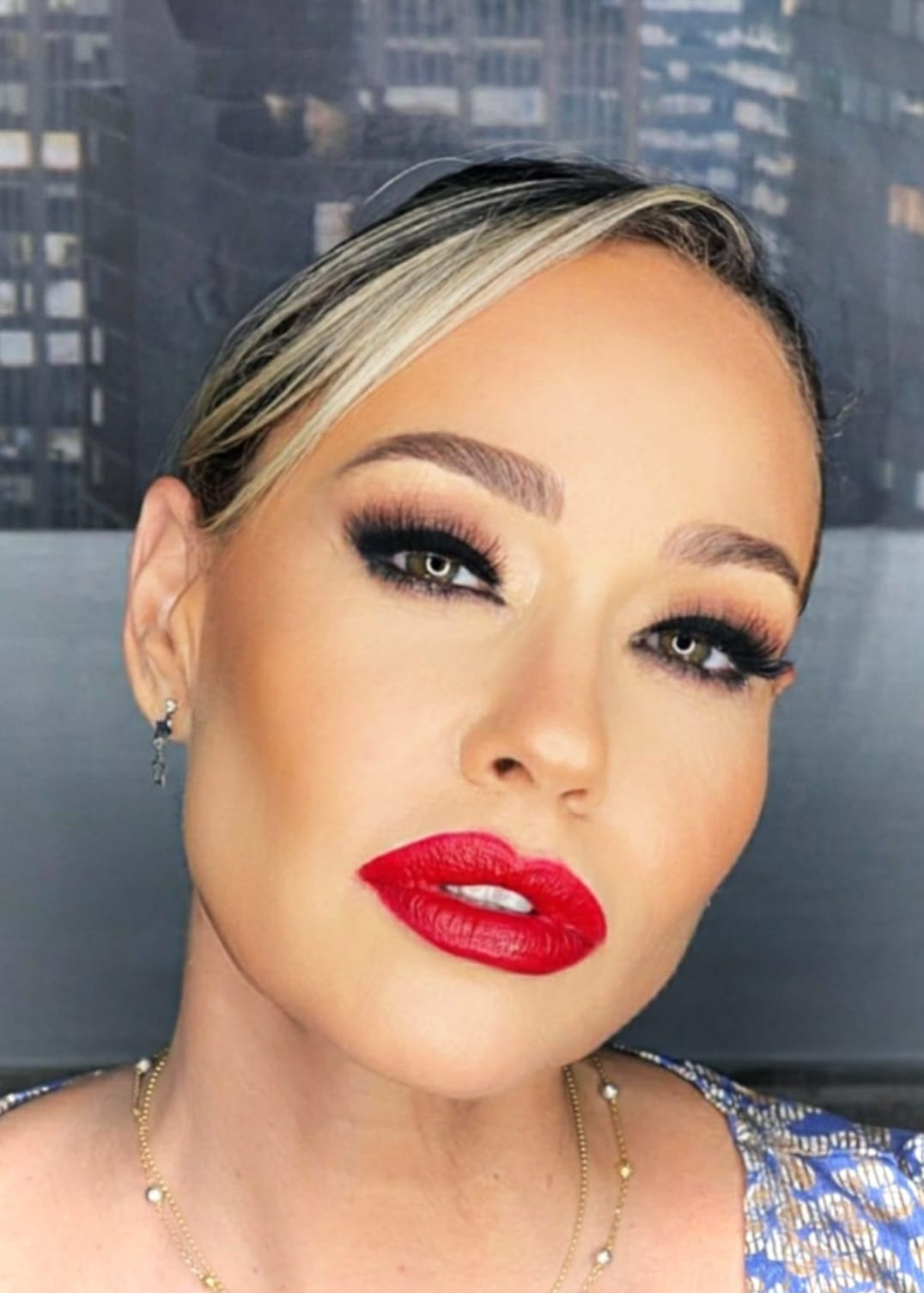
Gaia Zucchi, 2023

Gaia Zucchi (* 27. März 1970 in Rom) ist eine italienische Schauspielerin.

## Leben
Gaia Zucchi wurde 1970 in Rom geboren und hat mütterlicherseits aristokratische Wurzeln.
Sie absolvierte das Centro Sperimentale di Cinematografia, mit Goliarda Sapienza und Attilio Corsini als Lehrer. Ihr Debüt gab sie 1989 in dem Film Plagio. Anschließend war sie 2003 in dem Film  Forever zu sehen.
2023 veröffentlichte sie ein autobiografisches Buch, La vicina di Zeffirelli (Zeffirellis Nachbar), das ihre Freundschaft mit dem Regisseur Franco Zeffirelli beschreibt. Im selben Jahr bekam sie eine Rolle in Jerry e Tom.

## Filmografie (Auswahl)

### Filme
- 1989: Plagio
- 1992: Nessuno mi crede
- 1995: Peggio di così si muore
- 1995: Fermo posta Tinto Brass
- 1996: Il Cielo È Sempre Più Blu
- 2003: Forever
- 2012: Rabbia in pugno
- 2023: Jerry e Tom

### Serien
- 1993: Papà prende moglie
- 1996: La signora della città
- 1998: Tutti gli uomini sono uguali
- 2003: La Squadra
- 2005: Distretto di Polizia
- 2005: Camera Cafè
- 2022: Prenditi cura di Me[5]

## Theater
- 1994: La crisi del teatro
- 1996: Marasade
- 1999: Voglia matta di Roma
- 2000: La bottega del caffè
- 2003: La giornata d'uno scrutatore